# 上吉原陽
上吉原陽（かみよしはらよう 1982年10月14日 - ）は、日本の俳優。神奈川県出身。身長177cm。

## 人物
オーディションを経てテレビドラマに主に不良役などで出演している。バスケットボールの経験がある。

## 出演

### 映画
- アメイジング グレイス　儚き男たちへの詩(2011年)[1]
- わが凶状半生　完結編(2010年）[2]

### テレビドラマ
- ヤンキー母校に帰る（2003年、TBS）大竹修司 役
- オレンジデイズ（2004年、TBS）[3]
- 月曜ミステリー劇場 「自治会長・糸井緋芽子社宅の事件簿④」（2004年、TBS）
- あいくるしい（2005年、TBS）

### 舞台
- パラレル〜夢の彼方へ（2007年）